# Charops plautus
Charops plautus är en stekelart som beskrevs av Gupta och Maheshwary 1971. Charops plautus ingår i släktet Charops och familjen brokparasitsteklar. Inga underarter finns listade i Catalogue of Life.